# 숨현

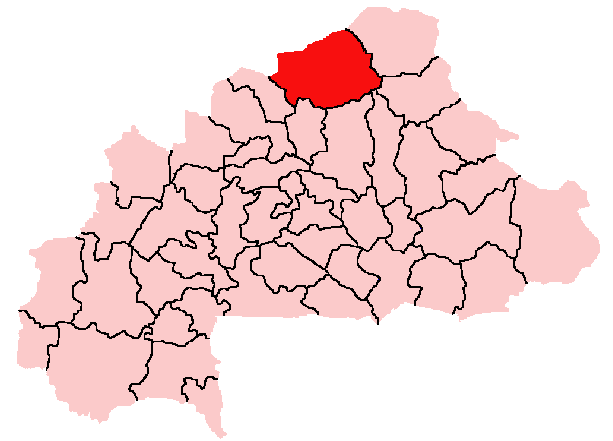
숨현의 위치

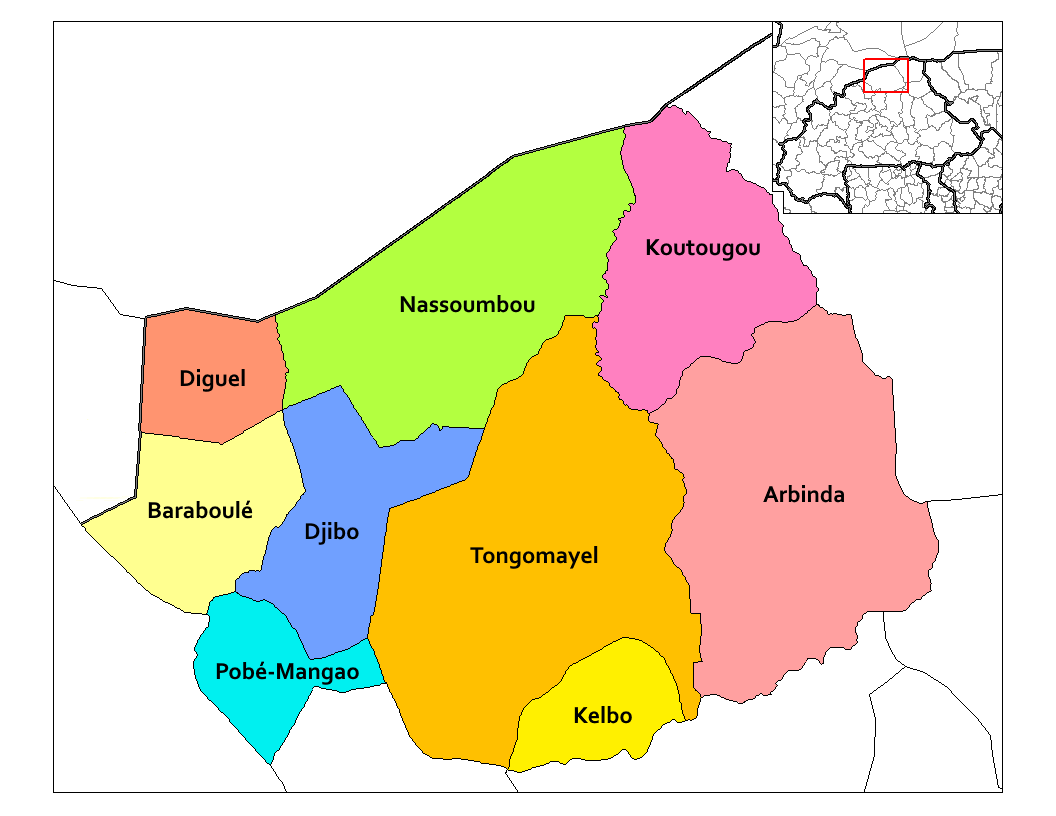
숨현의 행정 구역

숨현(프랑스어: Soum)은 부르키나파소 사엘주에 위치한 현으로, 현도는 지보이며 면적은 12,222km2, 인구는 348,341명(2006년 기준)이다. 8개 군(아르빈다군, 바라불레군, 디겔군, 지보군, 쿠투구군, 나삼푸군, 포브멩가오군, 통고마옐군)을 관할한다.

## 같이 보기
- 부르키나파소의 주
- 부르키나파소의 현